# Isla (Cantabria)
Isla es un pueblo perteneciente al municipio de Arnuero (Cantabria, España) junto a otros pueblos como Soano, Castillo Siete Villas y Arnuero. Se encuentra en la comarca de Trasmiera. Existe una división de población en dos grupos: Isla pueblo, situado en una zona más elevada junto a la iglesia, e Isla playa (principalmente el barrio de Quejo), situado siguiendo la línea de costa de la ría y las playas hasta el cabo de Quejo.
Está situada en el norte de Cantabria, delimita con el mar Cantábrico al norte, la ría de Joyel y la localidad de Noja al este; la ría de Ajo y el pueblo de Ajo al oeste; y el Monte Cincho y el pueblo de Arnuero al sur.
La principal actividad económica del pueblo es el turismo. En el año 2021 contaba con 621 habitantes (INE). Sin embargo, la afluencia de turistas hace que esta cifra se dispare en los meses de verano. 
Isla se encuentra a 2,4 kilómetros de Arnuero, y a una media de 50 metros sobre el nivel del mar.
Aquí nació Gema Igual, que es desde 2016 la alcaldesa de la capital de Cantabria, Santander.

## Historia
En la Edad Media la localidad de Isla formó parte de la Junta de las Siete Villas, integrada en la Merindad de Trasmiera. En 1822 se constituyó como ayuntamiento con el nombre de Quejo. Tras la reforma de 1835, se fusionó con el ayuntamiento de Castillo, dando lugar al ayuntamiento de Arnuero.

## Patrimonio
- Iglesia de San Julián y Santa Basilisa (declarada Bien de Interés Cultural con la categoría de Monumento en 2002).
- Palacio de los Condes de Isla-Fernández (declarado Bien de Interés Cultural en 1991).
- Además se pueden encontrar torres medievales como la de Cabrahígo, la de los Novales y la de Rebollar. Todas ellas con la categoría de Bien de Interés Cultural.

## Playas

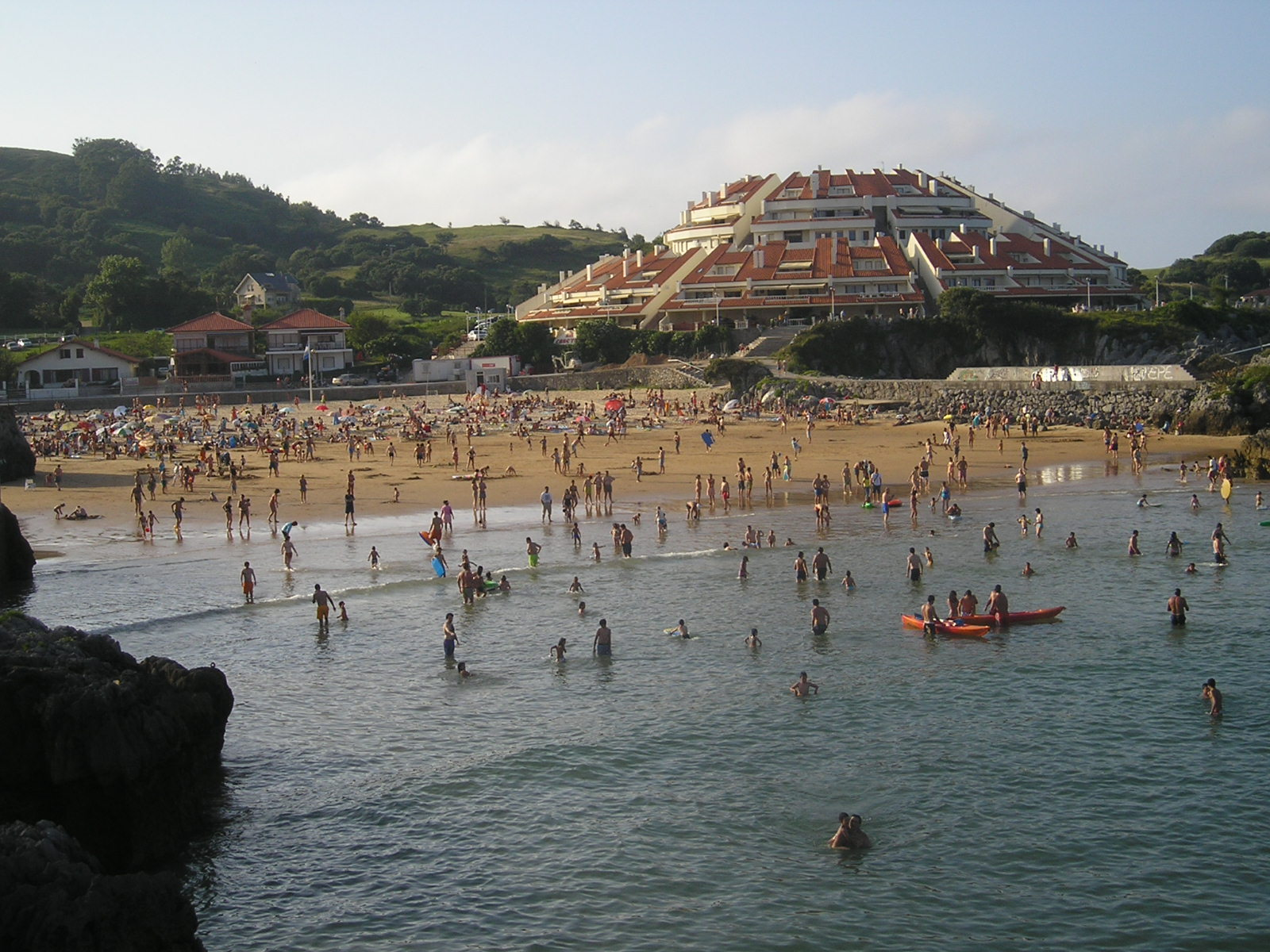
La Playa del Sable de la localidad de Isla.

Destacan las siguientes playas (en orden de sur a norte y este a oeste):
- Playa del Cándano.
- Playa de los Barcos.
- Playa del Sable (bandera azul).
- Playa de Arnadal.
- Playa de la Arena (bandera azul), dividida en La Arena / El Arenal y La Arena / Los Nudistas.

## Barrios
Los principales barrios de Isla son: Quejo, Argatojo, Balladar, Barenilla, Calleja, La Cava, Canales, Los Corrales, Gracedo, El Hoyo, La Maza, Palacio y Pobes.